# Udmurt Siugaił
Udmurt Siugaił (ros. Удмурт Сюгаил) – wieś (dieriewnia) w Rosji, w Udmurcji, w rejonie możgińskim. W 2010 liczyła 461 mieszkańców.